# 美麗加曼鱂
美麗加曼鱂為輻鰭魚綱鯉齒目鯉齒亞目鯉齒鱂科的其中一種，分布於中美洲猶加敦半島至貝里斯水域，體長可達11公分，棲息在淡水、半鹹水水域，可做為觀賞魚。